# Tango with Me
Tango with Me es una película dramática de romance nigeriana de 2010 escrita por Femi Kayode, producida y dirigida por Mahmood Ali-Balogun y protagonizada por Genevieve Nnaji, Joseph Benjamin y Joke Silva. Fue nominada a 5 premios en la séptima edición de los Africa Movie Academy Awards.

## Elenco
- Genevieve Nnaji como Lola
- Joke Silva como la mamá de Lola
- Joseph Benjamin como Uzo
- Tina Mba
- Bimbo Manuel como Consejero
- Ahmed Yerima
- Bimbo Akintola

## Recepción
Recibió críticas que iban de positivas a mixtas. NollywoodForever le dio el 80% y escribió "Está bellamente filmada con una banda sonora para complementarla. Joseph y Genny se ven bien juntos y tienen química. La encontré algo lenta en algunas partes, pero las actuaciones fueron apasionadas y sentidas".